# 弟 (テレビドラマ)
『弟』（おとうと）は、テレビ朝日の開局45周年記念スペシャルドラマとして、2004年11月17日から同年同月21日にかけて5夜連続で放送された日本のテレビドラマである。製作は石原プロモーション。ハイビジョン制作だが、アナログ放送では14:9のサイズで放送された。

## 概要
| 原作者・石原慎太郎2006年9月1日東京都総合防災訓練   |  | 題材となった石原裕次郎1957年  |
| 原作者・石原慎太郎 2006年9月1日 東京都総合防災訓練 |  | 題材となった石原裕次郎 1957年 |

石原慎太郎（放映時、15代東京都知事）による、弟・石原裕次郎の生涯を題材にした同名小説（1996年、幻冬舎）を原作とする。
石原慎太郎と弟の裕次郎との絆を描いている。随所の端役においても豪華なキャスティングで仕立てられた。特に、かつて石原プロに所属した寺尾聰が実父の宇野重吉を演じたことは話題になった。『報道STATION』を通常の放送より繰り下げ、『土曜ワイド劇場』 『日曜洋画劇場』枠でも放送された（厳密には両番組は休止という扱いである）。ハワイにある裕次郎の実際の別荘や黒部ダムなどでのロケも話題を呼び、視聴率が連日20%を超えた。
また、劇中で、裕次郎が出演した「松竹梅」（宝酒造） のCMの製作過程が描かれ、その後に実際の映像がCMとして放送された。
なお、石原プロ社長の渡哲也は石原潔および石原慎太郎の一人二役を演じた。

## サブタイトル
- 放送日：2004年11月17日 - 21日

以下の視聴率データはビデオリサーチ・関東地区調査のものである。放送時間はJST。
- 第1夜「父の背中」…21:00 - 22:54、視聴率23.6％（通常編成番組：相棒 3rd Season　放送枠縮小：報道STATION - 15分縮小）
- 第2夜「家族の崩壊」…21:00 - 22:30、視聴率20.8％（通常編成番組：黒革の手帖）
- 第3夜「スター誕生」…21:00 - 22:30、視聴率21.1％（通常編成番組：笑いの金メダル）
- 第4夜「黒部の太陽」…21:00 - 23:06、視聴率25.7％（通常編成番組：土曜ワイド劇場）
- 最終夜「日本中が泣いた日」（平成16年度文化庁芸術祭参加作品）…21:00 - 23:09、視聴率28.0％（通常編成番組：日曜洋画劇場）
- 5夜連続放送の平均視聴率は関東24.2%、関西24.6%、最高視聴率は最終夜の28.0%

## キャスト

### 石原家
- 石原潔 - 渡哲也： 父
- 石原光子 - 高島礼子（27歳 - 61歳） → 池内淳子（67歳 - 79歳）： 母
- 石原慎太郎： 兄
  - - 鈴木宗太郎（幼年期：5歳 - 6歳）
  - - 久保海晴（少年期：9歳 - 13歳）
  - - 渡邉邦門（思春期：15歳 - 17歳）
  - - 長瀬智也（青年期：17歳 - 39歳）
  - - 渡哲也（二役）（壮年期：45歳 - 57歳・当時自由民主党衆議院議員）
- 石原裕次郎： 弟
  - - 萩原竜之介（幼年期：3歳 - 4歳）
  - - 富岡涼（少年期：7歳 - 11歳）
  - - 武田航平（思春期：13歳 - 15歳）
  - - 徳重聡（青年期：15歳 - 37歳）
  - - 三浦友和（壮年期･晩年期：43歳 - 52歳）
- 石原典子 - 加藤あい（18歳 - 34歳） → 中田喜子（40歳 - 52歳）： 慎太郎の妻・旧名：石田由美子
- 石原まき子 - 仲間由紀恵（23歳 - 39歳） → 松坂慶子（45歳 - 57歳）：裕次郎の妻・旧姓：荒井（元女優、北原三枝）
- 石原伸晃 - （不明）： 慎太郎の長男、当時日本テレビ報道局大蔵省担当
- 石原良純 - 木村昇： 慎太郎の次男
- 石原宏高 - （不明）： 慎太郎の三男
- 石原延啓 - 川村陽介 ： 慎太郎の四男

### 石原プロモーション
- 渡哲也 - 金児憲史（青） → 坂口憲二（壮）
- 小林正彦 - 石原良純（青） → 大杉漣（壮）： 番頭
- 金宇満司 - 東幹久： 撮影監督
- 関町進 - 池田努： 裕次郎の付き人

### 慶應義塾大学病院
- 胸部外科教授・井上正 - 舘ひろし
- 胸部外科医・前原 - 山下規介
- 胸部外科医・内藤千秋（向井千秋） - 中山忍
- 婦長 - 中村玉緒

### その他
- 斎藤次長 ‐ 渡辺いっけい
- 潔の部下 ‐ 名倉潤
- 水の江瀧子 - 江角マキコ
- 伊藤整 ‐ 升毅
- 「若葉」のママ ‐ 余貴美子
- 牛乳配達員 - えなりかずき
- 小樽の消防団団長 - 萩本欽一
- 小森和子 - 久本雅美
- 夜行列車の車掌 - 木梨憲武
- 一等航海士 - 萩原聖人
- 日活の警備員 - 井上順
- 『嵐を呼ぶ男』の共演者・笈田敏夫 - 中山秀征
- 『太陽の季節』撮影時の長門裕之 - 宮下裕治
- おでん屋の女将 - 研ナオコ
- 逗子の海岸の憲兵 - 西村雅彦
- チンピラ - 佐藤二朗
- 質屋 - 佐藤B作
- 宝酒造会長（前社長）・大宮隆 - 中村嘉葎雄
- 料亭「海陽亭」女将 - 酒井法子
- 日活・江守専務 - 小林稔侍
- 日活・荒牧企画部員 - 布施博
- 映画監督・中平 - 石黒賢
- タクシー運転手 - 石倉三郎
- リポーター - 渡辺宜嗣（テレビ朝日アナウンサー）
- 松山章子 - 伊東美咲： 裕次郎の友人
- 真美 - 田中美里： 裕次郎の友人
- 東宝株式会社・藤本真澄常務 - 神田正輝
- 宇野重吉 - 寺尾聰

## スタッフ
- 監督：若松節朗（共同テレビ）
- 原作：石原慎太郎
- 脚本：ジェームス三木
- 音楽：住友紀人
- 企画：早河洋（テレビ朝日）、小林正彦（石原プロモーション）
- チーフプロデューサー：五十嵐文郎（テレビ朝日）
- スーパーアドバイザー：金宇満司（石原プロモーション）
- プロデューサー：西河喜美子・大川武宏（テレビ朝日）、福原昇（石原プロモーション）
- 撮影：伊藤清一（ジェニック）
- 照明：椎野茂（石原プロモーション）、加瀬弘行（FLT）
- 録音：佐藤泰博（石原プロモーション）、高橋英史（テイクシステムズ）
- テクニカルプロデューサー：説田比登志（テレビ朝日）
- テクニカルディレクター：山岸桂一（ジェニック）
- カメラ：熱田大（テレビ朝日）
- 美術監督：高原篤（テレビ朝日）
- 選曲∶塚田益章（SPOT）
- 音響効果∶大河原将
- デザイン：宮崎洋（テレビ朝日クリエイト）、村竹良二（テレビ朝日）
- 演出補：村谷嘉則
- 製作担当：服部紹男（セントラル・アーツ）
- コスチュームデザイン∶加藤和孝
- 衣裳：渋沢茂・会田晶子（東京衣裳）
- メイク：森田京子、マービィ
- 結髪：本田文子
- 美術プロデュース：草間康雄（テレビ朝日クリエイト）
- 車両：宇角長七、森田三良
- 協力∶JAL
- 制作：tv asahi、石原プロモーション

## 主題歌
- 第1夜「父の背中」： 石原裕次郎「俺は待ってるぜ」
- 第2夜「家族の崩壊」： 石原裕次郎・牧村旬子「銀座の恋の物語」（挿入歌：石原裕次郎「錆びたナイフ」）
- 第3夜「スター誕生」： 石原裕次郎「嵐を呼ぶ男」
- 第4夜「黒部の太陽」： 石原裕次郎「赤いハンカチ」
- 最終夜「日本中が泣いた日」： 石原裕次郎「わが人生に悔いなし」